# Le Grand-Serre
Cet article concerne la commune de la Drôme. Pour la station de ski en Isère, voir Grand Serre et Alpe du Grand Serre.
Le Grand-Serre est une commune française située dans le département de la Drôme en région Auvergne-Rhône-Alpes.

## Géographie

### Situation et description
Rattachée, à la communauté de communes Porte de DrômArdèche, la commune du Grand-Serre est situé dans le nord du département de la Drôme, en bordure du département de l'Isère, à 12 km au sud de Beaurepaire et à 6 km à l'est d'Hauterives.

### Climat
Pour des articles plus généraux, voir Climat d'Auvergne-Rhône-Alpes et Climat de la Drôme.
En 2010, le climat de la commune est de type climat des marges montargnardes, selon une étude du CNRS s'appuyant sur une série de données couvrant la période 1971-2000. En 2020, Météo-France publie une typologie des climats de la France métropolitaine dans laquelle la commune est exposée à un climat de montagne ou de marges de montagne et est dans la région climatique  Moyenne vallée du Rhône, caractérisée par un bon ensoleillement en été (fraction d’insolation > 60 %), une forte amplitude thermique annuelle (4 à 20 °C), un air sec en toutes saisons, orageux en été, des vents forts (mistral), une pluviométrie élevée en automne (250 à 300 mm).
Pour la période 1971-2000, la température annuelle moyenne est de 10,8 °C, avec une amplitude thermique annuelle de 17,6 °C. Le cumul annuel moyen de précipitations est de 999 mm, avec 8,7 jours de précipitations en janvier et 5,7 jours en juillet. Pour la période 1991-2020, la température moyenne annuelle observée sur la station météorologique de Météo-France la plus proche, « Saint-Christophe-L_sapc »sur la commune de Saint-Christophe-et-le-Laris à 7 km à vol d'oiseau, est de 11,9 °C et le cumul annuel moyen de précipitations est de 1 004,4 mm,. Pour l'avenir, les paramètres climatiques de la commune estimés pour 2050 selon différents scénarios d'émission de gaz à effet de serre sont consultables sur un site dédié publié par Météo-France en novembre 2022.

## Urbanisme

### Typologie
Au 1er janvier 2024, Le Grand-Serre est catégorisée bourg rural, selon la nouvelle grille communale de densité à 7 niveaux définie par l'Insee en 2022.
Elle est située hors unité urbaine et hors attraction des villes,.

### Occupation des sols
L'occupation des sols de la commune, telle qu'elle ressort de la base de données européenne d’occupation biophysique des sols Corine Land Cover (CLC), est marquée par l'importance des territoires agricoles (60,2 % en 2018), une proportion sensiblement équivalente à celle de 1990 (61 %). La répartition détaillée en 2018 est la suivante : 
forêts (37 %), prairies (33,8 %), zones agricoles hétérogènes (18,5 %), terres arables (7,9 %), zones urbanisées (2 %), milieux à végétation arbustive et/ou herbacée (0,8 %). L'évolution de l’occupation des sols de la commune et de ses infrastructures peut être observée sur les différentes représentations cartographiques du territoire : la carte de Cassini (XVIIIe siècle), la carte d'état-major (1820-1866) et les cartes ou photos aériennes de l'IGN pour la période actuelle (1950 à aujourd'hui).

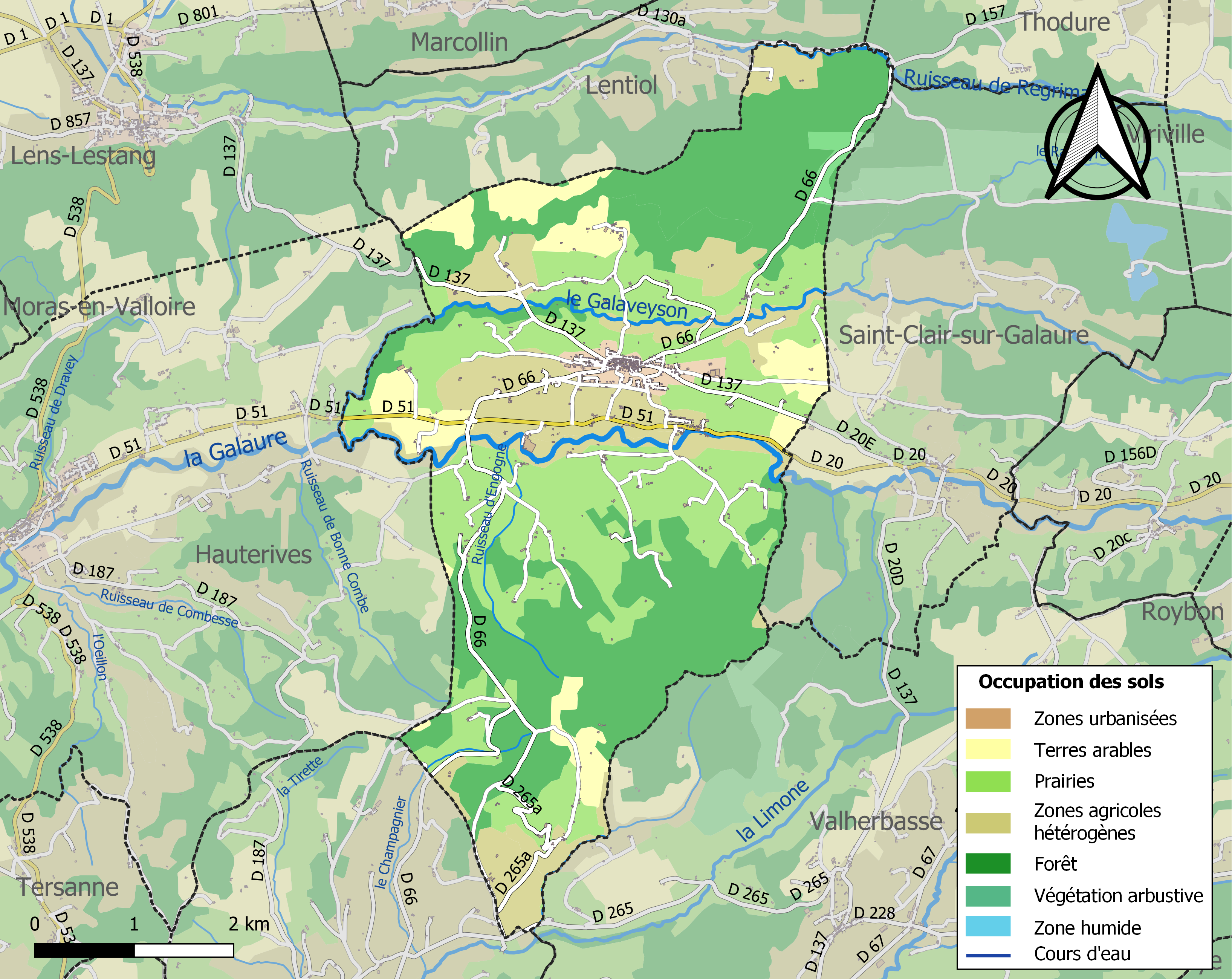
Carte des infrastructures et de l'occupation des sols de la commune en 2018 (CLC).

## Toponymie

### Attestations
Première mention : Bérilon, cède, le 28 novembre 1025 à l’abbé Guigues, successeur de Bernard, l’église de Serre à l'abbaye de Vienne dédiée en l’honneur du bienheureux Pierre et encore du bienheureux Didier martyr et Saint Mamert confesseur et d’autres saints ce qu'il possède....dans la villa de Serre, c'est-à-dire l'église Saint-Pierre avec l'autel et les dîmes, le presbytère et tout ce qui en dépend.
Dictionnaire topographique du département de la Drôme :
- 1025 : Villa Serra in valle Wallauro (cartulaire de Saint-André-le-Bas, 252).
- 1025 : mention de l'église Saint-Pierre : Ecclesia in honore Sancti Petri in villa Serra (cartulaire de Saint-André-le-Bas, 252).
- 1055 : Villa Cedranis (cartulaire de Saint-André-le-Bas, 265).
- 1120 : mention du prieuré : Prior Serrae (Gall. christ., XVI, 32).
- 1257 : mention du prieuré : Prioratus de Serra (archives de la Drôme, E 3257).
- 1300 : Villa et mandamentum et parrochia de Serra (Valbonnais, II, 56).
- 1322 : Castrum Serris (archives du Châtelard).
- 1521 : mention de l'une des trois paroisses, Serre : Ecclesia Serre (pouillé de Vienne).
- 1710 : Le Grand Serre (archives de la Drôme, C 307).
- 1788 : Serre (Alman. du Dauphiné).
- An VIII (Révolution) : Le Grand-Serre.
- 1891 : Le Grand-Serre, chef-lieu de canton (arrondissement de Valence).

### Étymologie
Le mot sèrra désigne une colline de forme allongée. La plaine des Serres, en Agenais (ou Agenois), correspond à un véritable plateau. Dans les Hautes-Alpes, de nombreuses communes ont un hameau nommé « le Serre » (Serre Chevalier en est le plus célèbre)[réf. nécessaire].

## Histoire

### Préhistoire
Découverte d'objets préhistoriques.

### Protohistoire: les Celtes
Installation des Gaulois Allobroges.

### Du Moyen Âge à la Révolution
Occupation burgonde.

### Les prieurs de Serre prieuré Saint Pierre[12]
- Didier, 1120
- Martin de Virieu, 1276-1288
- Humbert de Saint-Maurice, 1322-1339
- Arnaud de Fay, 1376
- Guillaume Bouchard, 1377 uni à la mense abbatiale en 1398

### La seigneurie
- La terre est du fief des abbés de Saint-Pierre de Vienne[13].
- 1252 : possession des Châteauneuf.
- Les Châteauneuf vendent leurs droits aux Bressieu.
- 1429 : passe (par héritage) aux Grolée-Mévouillon.
- 1646 : passe (par héritage) aux La Baume-Suze.
- 1720 : vendue aux Valbelle.
- 1768 : vendue aux Chastellard, derniers seigneurs.

1434 (démographie) : 118 maisons.
1698 (démographie) : 1240 habitants.
Avant 1790, Serre (qui n'a été dénommé officiellement le Grand-Serre qu'en l'an VIII) était une communauté de l'élection et subdélégation de Romans et du bailliage de Saint-Marcellin, formant trois paroisses du diocèse de Vienne : Saint-Clair, Saint-Julien-de-Montsage et Serre. Dans cette dernière paroisse, l'église, dédiée à saint Mamert, plus anciennement à saint Saturnin et auparavant à saint Pierre, était celle d'un prieuré de l'ordre de Saint-Benoît et de la dépendance de l'abbaye de Saint-Pierre de Vienne, réuni à cette abbaye en 1399. De telle sorte que les abbés de Saint-Pierre de Vienne furent depuis et jusqu'à la Révolution collateurs et décimateurs dans la paroisse de Serre.

### De la Révolution à nos jours
En 1790, Serre, diminué d'une partie de la paroisse de Saint-Julien-de-Montsage (qui fut alors comprise dans la commune de Montrigaud), devint une communauté du canton d'Hauterives, de laquelle fut distraite, peu de temps après, la paroisse de Saint-Clair (pour être annexée au département de l'Isère). La réorganisation de l'an VIII en a fait le chef-lieu d'un canton de l'arrondissement de Valence, comprenant les communes suivantes : Épinouze, le Grand-Serre, Hauterives, Lapeyrouse-Mornay, Lens-Lestang, Montrigaud, Moras, Saint-Bonnet-de-Valclérieux, Saint-Christophe-et-le-Laris, Saint-Sorlin et Tersanne.

### Les curés de Grand Serre (1750-2024)
Liste :
- Pion 1750-1790 (août);
- Exbrayat 1790-1792 (novembre);
- Mourier Gabriel Gaston cité dès 1830 † 08/10/1832;
- Cluze Joseph nommé par l'évêque et le roi Louis-Philippe le 15/02/1833 † 03/1837;
- Lyon Antoine (abbé) PV installation le 01/07/1837;
- Larget Saint-Cyr PV installation le 01/05/1842;
- Martin Auguste Louis né le 26/08/1819 PV installation le 25/03/1866;
- Deliot jusqu’à 1899;
- Morel (Abbé) jusqu’à 1905;
- Voyron (Abbé) cité à partir de 1905;
- Arnaud cité à partir de 1907 jusqu'au 25/08/1919 où il quitte le Grand-Serre;
- Pousse Christin cité en 1923,1930,1932;
- Rey (Abbé) cité en 08/1937;
- Duret Paul (Abbé);
- Abel Félix Pierre Léon 1947 - 1951 curé-archiprêtre [15];
- Farey Georges 1951-1981;
- Bouvier Pierre 1982-1983;
- Courvoisier Jean prêtre rédemptoriste de 1985 à 2013 °14/04/1928 † 25/07/2013;
- Larivière Bernard prêtre rédemptoriste Roybon-Le Grand Serre;
- Collet Guy prêtre rédemptoriste 2014-2018;
- Argoud Christian  2018- 2024 curé de la paroisse Saint-Joseph de la Galaure dont est rattachée désormais la communauté du Grand Serre avec 6 autres;
- De Tarlé Renaud 2024-     curé de la paroisse Saint-Joseph de la Galaure;
- Revol-Tissot Alain  1986- prêtre associé.

## Politique et administration

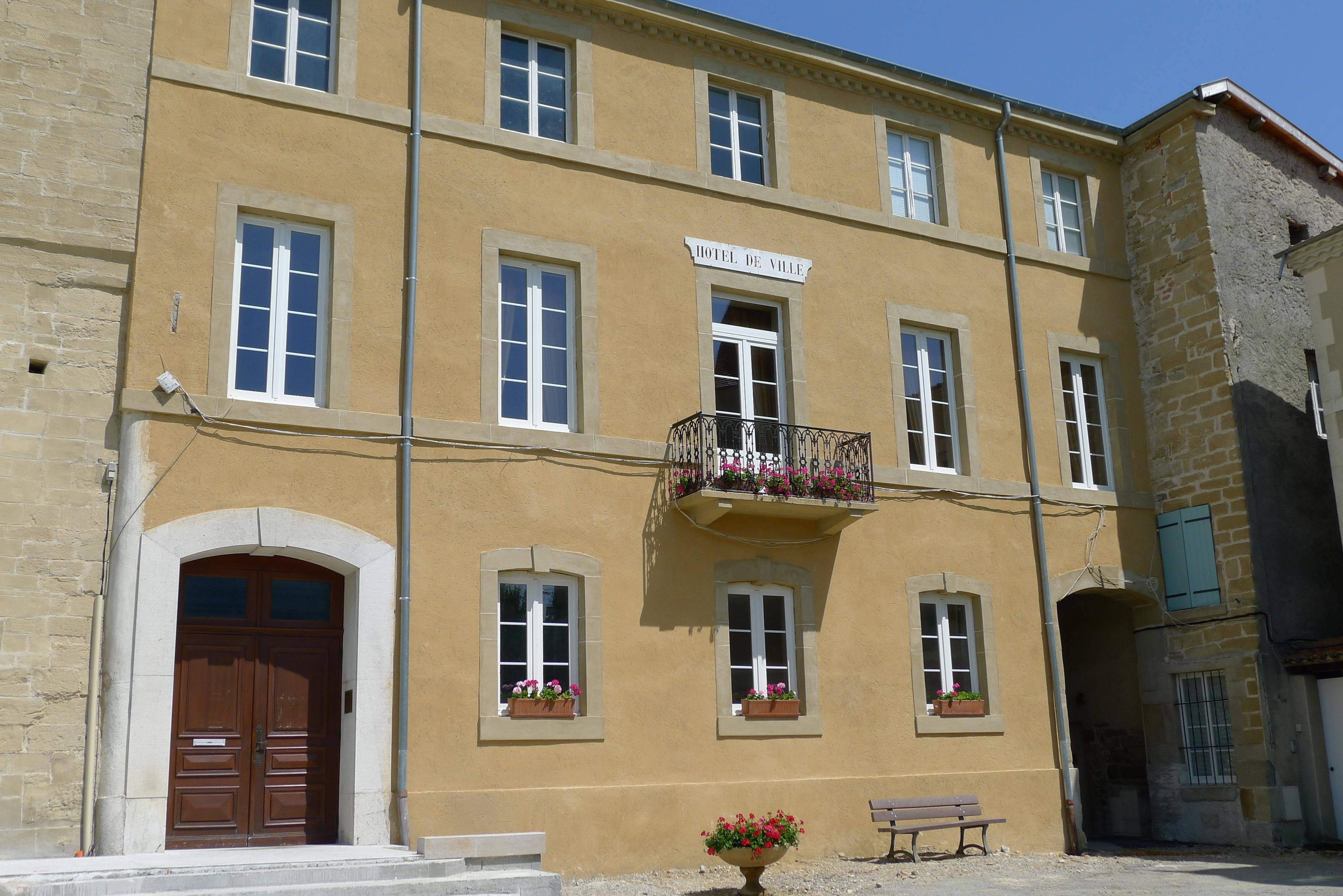
La mairie.

### Liste des maires
| Période                                  | Période   | Identité              | Étiquette | Qualité   |
| ---------------------------------------- | --------- | --------------------- | --------- | --------- |
| Les données manquantes sont à compléter. |           |                       |           |           |
| mars 2001                                | mars 2008 | Jean-Pierre Chevillon |           |           |
| mars 2008                                | En cours  | Agnès Genthon         |           | Retraitée |

## Population et société

### Démographie
L'évolution du nombre d'habitants est connue à travers les recensements de la population effectués dans la commune depuis 1793. Pour les communes de moins de 10 000 habitants, une enquête de recensement portant sur toute la population est réalisée tous les cinq ans, les populations de référence des années intermédiaires étant quant à elles estimées par interpolation ou extrapolation. Pour la commune, le premier recensement exhaustif entrant dans le cadre du nouveau dispositif a été réalisé en 2007.

En 2022, la commune comptait 949 habitants, en évolution de +4,63 % par rapport à 2016 (Drôme : +2,64 %, France hors Mayotte : +2,11 %).
| 1793  | 1800  | 1806  | 1821  | 1831  | 1836  | 1841  | 1846  | 1851  |
| ----- | ----- | ----- | ----- | ----- | ----- | ----- | ----- | ----- |
| 1 598 | 1 491 | 1 562 | 1 790 | 1 771 | 1 785 | 1 588 | 1 587 | 1 703 |

| 1856  | 1861  | 1866  | 1872  | 1876  | 1881  | 1886  | 1891  | 1896  |
| ----- | ----- | ----- | ----- | ----- | ----- | ----- | ----- | ----- |
| 1 706 | 1 685 | 1 748 | 1 549 | 1 546 | 1 563 | 1 337 | 1 343 | 1 438 |

| 1901  | 1906  | 1911  | 1921  | 1926  | 1931  | 1936 | 1946 | 1954 |
| ----- | ----- | ----- | ----- | ----- | ----- | ---- | ---- | ---- |
| 1 407 | 1 383 | 1 385 | 1 211 | 1 108 | 1 053 | 976  | 859  | 844  |

| 1962 | 1968 | 1975 | 1982 | 1990 | 1999 | 2006 | 2007 | 2012 |
| ---- | ---- | ---- | ---- | ---- | ---- | ---- | ---- | ---- |
| 773  | 800  | 702  | 721  | 722  | 735  | 771  | 776  | 881  |

| 2017 | 2022 | - | - | - | - | - | - | - |
| ---- | ---- | - | - | - | - | - | - | - |
| 912  | 949  | - | - | - | - | - | - | - |

### Enseignement
La commune relève de l'académie de Grenoble. Deux établissements sont situés sur la commune, une école élémentaire publique et un collège (collège Joseph Bédier)[réf. nécessaire].

### Manifestations culturelles et festivités
- Fête patronale : dernier dimanche de septembre[14].

#### Loisirs
- Cyclo-tourisme[14].
- Spéléologie[14].
- Chasse et pêche[14].

### Médias
La commune est située sur l'aire de diffusion de Ici Drôme Ardèche, une radio publique également diffusée sur tout le territoire du département de la Drôme et de l'Ardèche.

## Économie
En 1992 : pâturages (bovins, caprins), céréales.
- Foire : une fois par mois sauf en octobre.
- Marché : le mardi.
- Marché (concours des bœufs gras) : le mardi avant les Rameaux.
- Marché des dindons : le 13 décembre.

## Culture locale et patrimoine

### Lieux et monuments
- Vestiges de l'enceinte percée de cinq portes[14].

L'enceinte possédait des tours rondes[réf. nécessaire].
- Halles du XIe siècle appelées « potences »[14].

Elle est mentionnée pour la première fois en 1371. Seul édifice de ce type dans la Drôme, la halle se caractérise surtout par sa belle charpente en chêne[réf. nécessaire].
- Église du XIIIe siècle : porte et bas-relief (Xe siècle, MH), clocher-tour roman (XIIe siècle), chœur gothique, chapelle (XVe siècle), bénitier ancien en marbre[14].

L'église Saint-Mamert s'intégrait dès le XIe siècle à un prieuré bénédictin. Ne subsiste de l'époque romane que le tympan du portail (Christ en majesté) remployé lors de la construction du clocher-porche au XIIe siècle. La chapelle seigneuriale gothique a été bâtie entre 1499 et 1595 et possède une très belle rosace[réf. nécessaire].
- Le Cabinet est une maison forte du XIIIe siècle[réf. nécessaire].
- Château du Chatelard[14].
- Maisons anciennes de caractère[14].
- Plaque en pierre apposée sur la façade du restaurant de la famille Brenier au Grand-Serre (restaurant des voyageurs) À la mémoire de Joseph BRENIER et son fils Emile arrêtés le 9 octobre 1943.,morts en déportation en 1945.

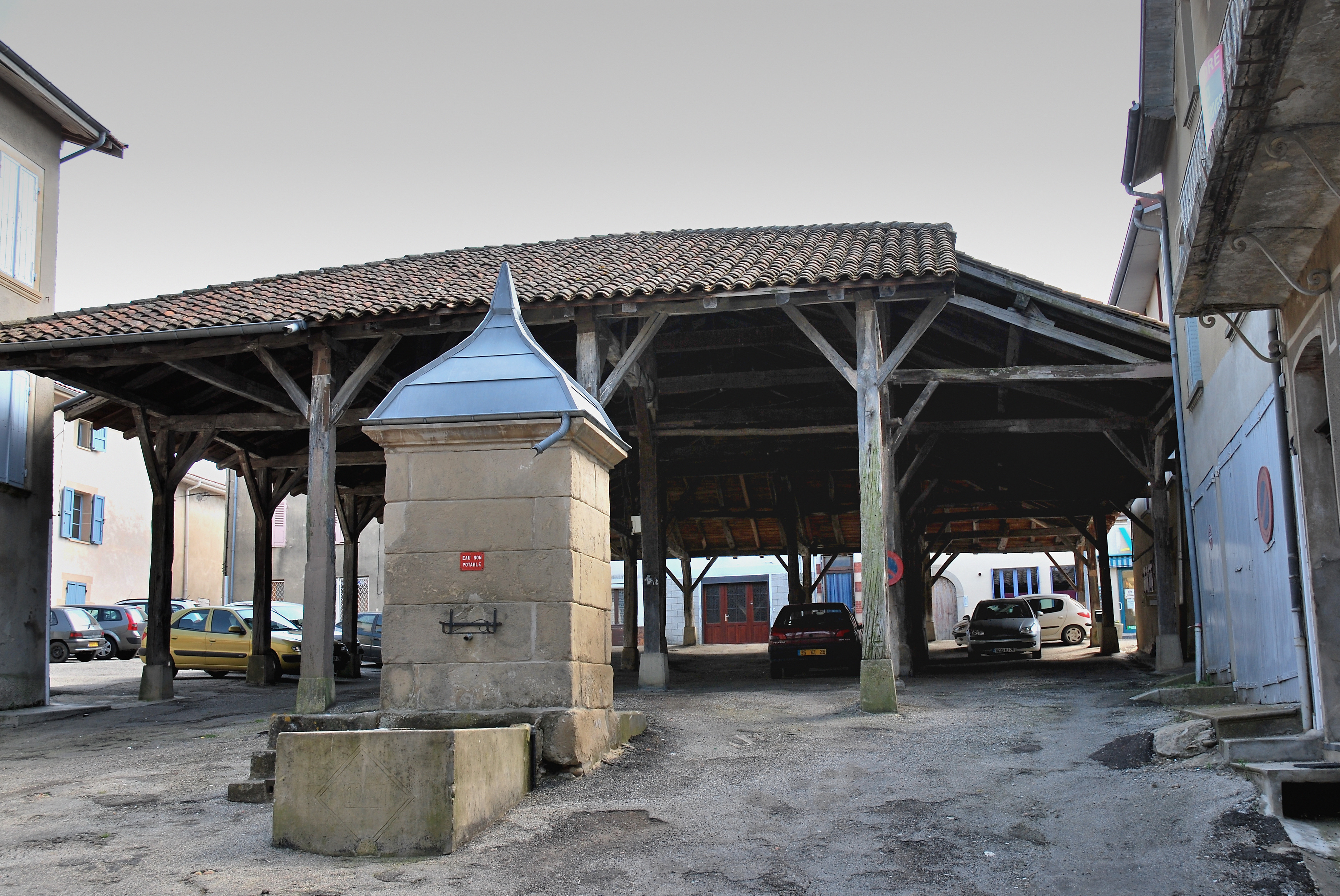
La halle, vue du nord.
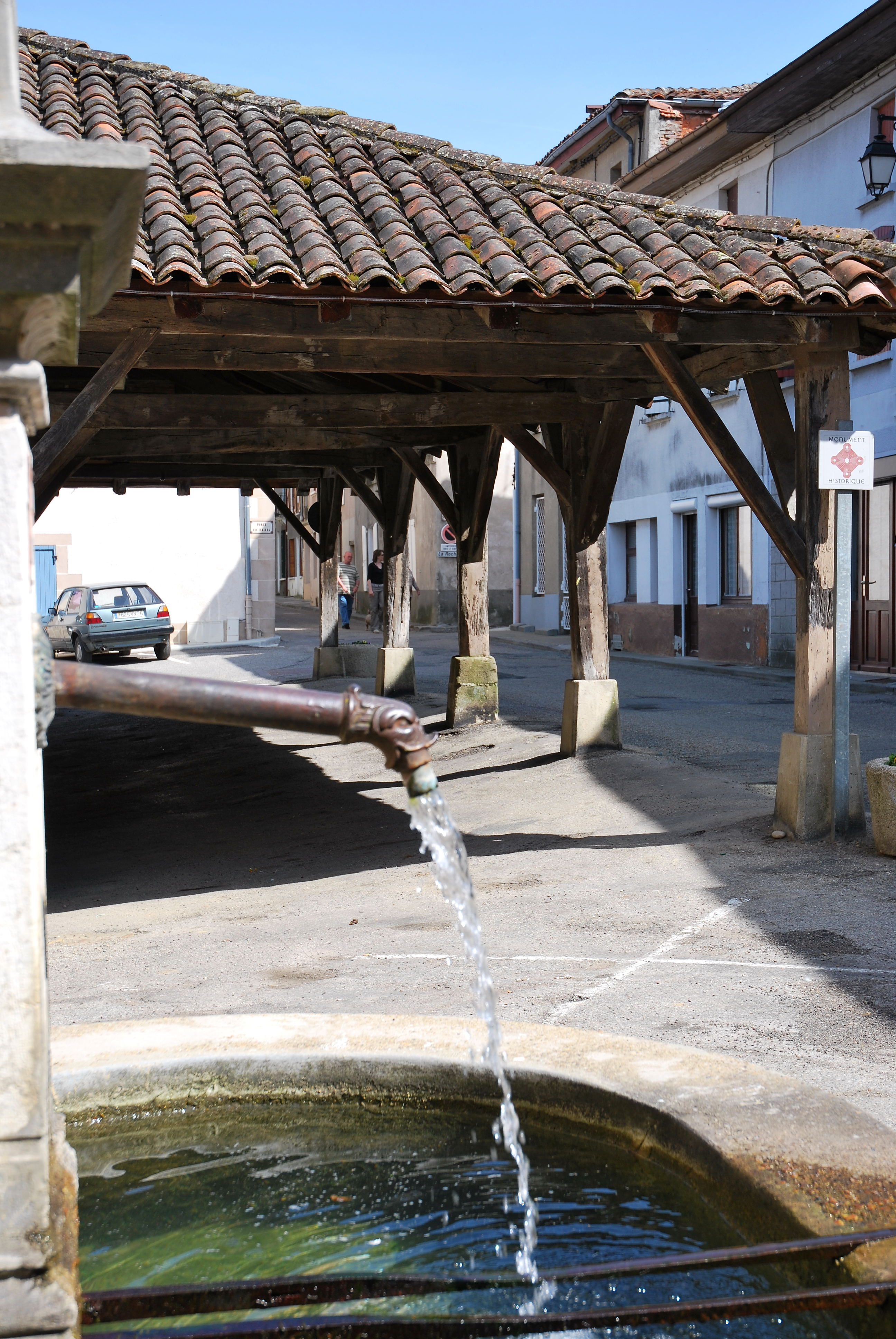
La halle.
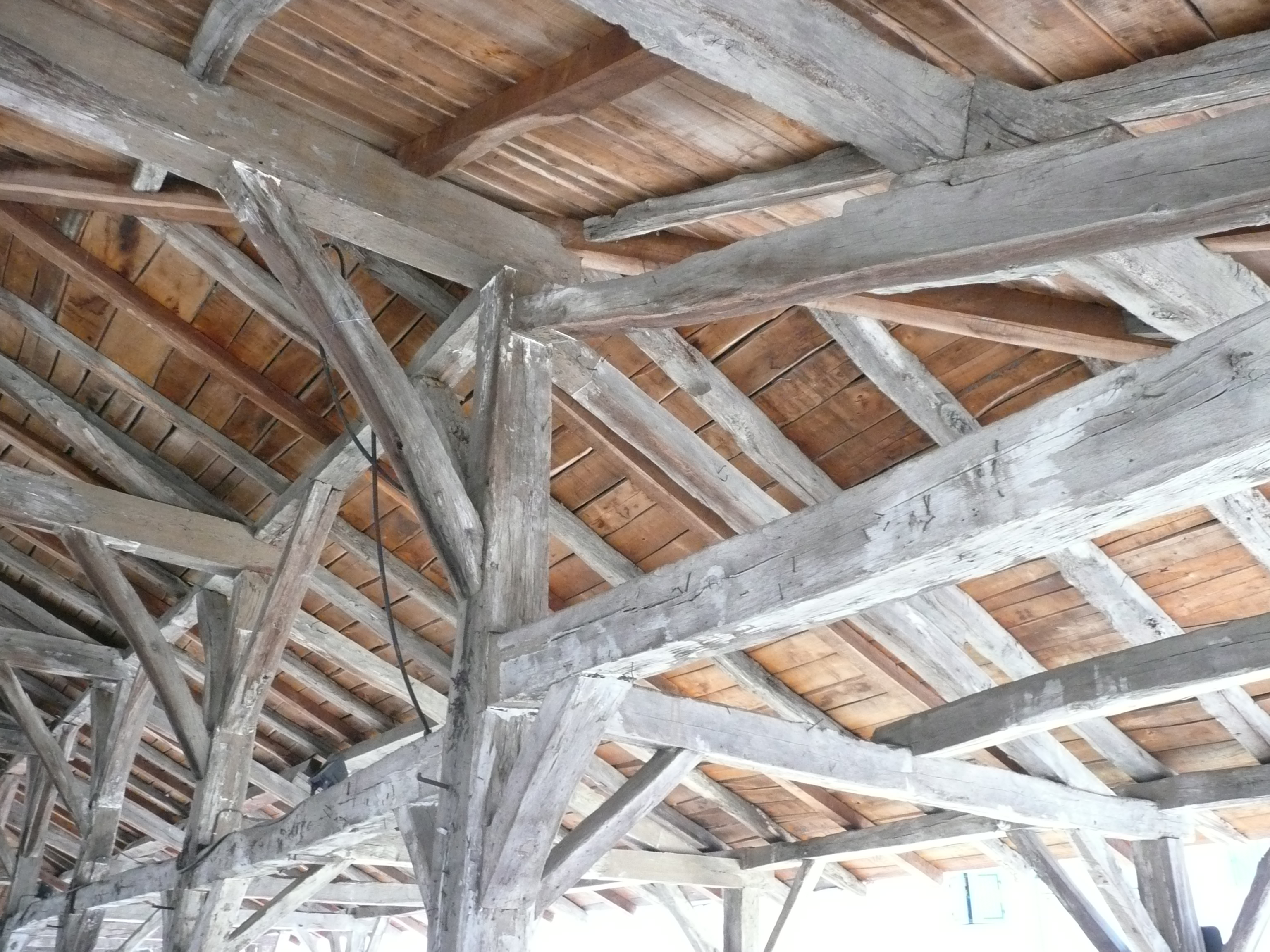
Charpente de la halle.

### Patrimoine naturel
- Panorama sur le Vercors et le mont Pilarde[14].
- Vue sur la vallée de la Galaure[14].
- Forêt de Chambarrand (muguet)[14].

### Personnalités liées à la commune
- Joseph Bédier[réf. nécessaire] (1864-1938), philologue spécialiste de la littérature médiévale, mort le 29 août 1938 au Grand-Serre.
- Louis Bizarelli (1836-1902), ancien député et sénateur de la Drôme, médecin au Grand-Serre.
- Ninon Vallin[réf. nécessaire]
- Jean-Thomas Vendre (1818-1873), homme politique, maire de Grenoble, député de l'Isère de 1869 à 1870.

### Héraldique, logotype et devise
|  | Le Grand-Serre possède des armoiries dont l'origine et le blasonnement exact ne sont pas disponibles. |